# Amra Sadiković
Amra Sadiković (nació el 6 de mayo de 1989) es una jugadora de tenis suiza. Ella anunció su retiro en mayo de 2014, pocos días después de su cumpleaños 25, Sólo para empezar a jugar en el Circuito Femenino ITF nuevamente 13 meses después.
Sadiković ha ganado 8 individual y 12 títulos de dobles en la ITF tour. El 18 de abril de 2016, alcanzó su mejor ranking individual fue 150 del mundo. El 6 de mayo de 2013, alcanzó el número 148 del mundo en dobles.
Sadiković tuvo un récord de ganados y perdidos de 7-6 a Suiza en la competición de la Copa Federación.

## Títulos ITF

### Individual (8)
| Torneos de $100,000 |
| Torneos de $75,000  |
| Torneos de $50,000  |
| Torneos de $25,000  |
| Torneos de $15,000  |
| Torneos de $10,000  |

| N.º | Fecha                   | Torneo                    | Superficie    | Oponentes             | Resultado        |
| --- | ----------------------- | ------------------------- | ------------- | --------------------- | ---------------- |
| 1.  | 16 de junio de 2006     | Davos, Suiza              | Tierra batida | Michaela Pochabová    | 7–6(5), 7–6(3)   |
| 2.  | 15 de marzo de 2010     | Wetzikon, Suiza           | Carpet (i)    | Nina Zander           | 7–5, 7–5         |
| 3.  | 16 de agosto de 2010    | Innsbruck, Austria        | Tierra batida | Ellen Barry           | 6–4, 6–2         |
| 4.  | 31 de octubre de 2011   | Toronto, Canadá           | Dura (i)      | Gabriela Dabrowski    | 6–4, 6–2         |
| 5.  | 28 de noviembre de 2011 | Vendryně, República Checa | Dura (i)      | Karolína Plíšková     | 5–7, 6–1, 7–6(5) |
| 6.  | 26 de marzo de 2012     | Fällanden, Suiza          | Carpet (i)    | Sarah-Rebecca Sekulic | 6–3, 6–2         |
| 7.  | 30 de abril de 2012     | Chiasso, Suiza            | Tierra batida | Tereza Mrdeža         | 6–3, 6–3         |
| 8.  | 12 de noviembre de 2012 | Helsinki, Finlandia       | Carpet (i)    | Anna Schmiedlová      | 6–4, 6–0         |

#### Finalista (5)
| N.º | Fecha                 | Torneo              | Superficie    | Oponentes         | Resultado        |
| --- | --------------------- | ------------------- | ------------- | ----------------- | ---------------- |
| 1.  | 15 de junio de 2009   | Lenzerheide, Suiza  | Tierra batida | Michelle Gerards  | 2–6, 5–7         |
| 2.  | 14 de febrero de 2011 | Albufeira, Portugal | Dura          | Lesley Kerkhove   | 6–3, 5–7, 2–6    |
| 3.  | 20 de junio de 2011   | Lenzerheide, Suiza  | Tierra batida | Ani Mijačika      | 3–6, 6–3, 3–6    |
| 4.  | 19 de octubre de 2015 | Saguenay, Canadá    | Dura (i)      | Jovana Jakšić     | 3–6, 7–6(5), 1–6 |
| 5.  | 22 de febrero de 2016 | Kreuzlingen, Suiza  | Carpet (i)    | Kristýna Plíšková | 6–7(4), 6–7(3)   |